# واکنش کچی
واکنش کُچی(به انگلیسی: Kochi reaction) در شیمی آلی عبارت است از واکنش زدایش گروه کربوکسیلیک از کربوکسیلیک اسید و تبدیل به یک آلکیل هالید که در حضور استات سرب(IV)، لیتیم کلرید و یادیگر نمک های لیتیوم صورت می گیرد.این واکنش حالت خاصی از واکنش هانسدکر است.